# 한국방위산업진흥회
한국방위산업진흥회(韓國防衛産業振興會, Korea Defense Industry association, KDIA)는 방위산업 경쟁력 향상과 수출촉진을 위한 활동, 방위산업에 관한 조사 및 연구, 회원상호간의 공동이익 및 친목 도모를 위해 설립된 단체이다. 서울특별시 마포구 도화동 51-1 성우빌딩 13층에 위치하고 있다.

## 설립 근거
- 방위사업법 제42조[2]

## 주요 업무
- 방위산업 진흥을 위한 대책의 수립
- 방산 육성지원업무의 통합 조정
- 방산물자의 입찰보증, 계약이행보증, 지급보증, 하자보수보증, 관급품위험보증
- 수출 업무의 조정 및 해외협력 지원
- 관련법규 및 제도의 연구 보완
- 기술자료 수집 및 정보교류
- 보안업무의 지도 및 조정 지원
- 회원의 애로 및 건의사항에 대한 타개책 강구
- 회원 상호간의 분쟁 또는 이해 상반문제의 조정
- 관련부처 위임 및 지시사항에 대한 조정 시행
- 기타 본 회 목적달성에 필요한 사항

## 연혁
- 1976년 2월 18일 법인설립 허가 (국방부 제55호)
- 1976년 2월 25일 법인설립 등기 (서울민사지방법원 제216호)
- 1976년 3월 5일 한국군수산업진흥회 창립 및 발족

## 조직

### 한국방위산업진흥회장
- 총회
- 이사회

#### 상근부회장

##### 전무이사
- 기획관리본부
  - 기획관리팀
  - 정보지원팀
- 방산진흥본부
  - 진흥팀
  - 사업팀
- 국제사업본부
  - 해외사업팀
  - 수출지원팀
  - 수출지원담당
- 보증사업본부
  - 기금운영팀
  - 보증영업팀
- 대외협력실
  - 대외협력팀
- 방산교육센터
  - 교육센터